# Gastonia (Karolina Północna)
Gastonia – miasto (city), ośrodek administracyjny hrabstwa Gaston, w południowo-zachodniej części stanu Karolina Północna, w Stanach Zjednoczonych, położone na płaskowyżu Piedmont, w obszarze metropolitalnym Charlotte. Według spisu z 2020 roku liczy 80,4 tys. mieszkańców.
Zasiedlona pod koniec XVIII wieku Gastonia nazwana została na cześć kongresmena i sędziego Williama Gastona. W 1848 roku otwarta została tutaj pierwsza przędzalnia, a miejscowość wkrótce stała się jednym z głównych ośrodków przemysłu tekstylnego w kraju. W 1877 roku nastąpiło oficjalne założenie miasta.
W mieście rozwinął się przemysł spożywczy, odzieżowy oraz włókienniczy. W mieście rozwinęła się produkcja części samochodowych i narzędzi.
Przez miasto przebiega autostrada międzystanowa nr 85.